# Schultesianthus uniflorus
Schultesianthus uniflorus là loài thực vật có hoa trong họ Cà. Loài này được (Lundell) S. Knapp miêu tả khoa học đầu tiên năm 1995.